# Quyên Thành
Quyên Thành giản thể: 鄄城县; phồn thể: 鄄城縣; bính âm: Juànchéng Xiàn là một huyện của địa cấp thị Hà Trạch, tỉnh Sơn Đông, Trung Quốc.

### Trấn
| - Quyên Thành (鄄城镇) - Thập Tập (什集镇) - Hồng Thuyền (红船镇) - Cựu Thành (旧城镇) | - Diêm Thập (闫什镇) - Ky Sơn (箕山镇) - Lý Tiến Thổ Đường (李进士堂镇) | - Đổng Khẩu (董口镇) - Lâm Bộc (临濮镇) - Bành Lâu (彭楼镇) |

### Hương
| - Tả Doanh (左营乡) - Đại Niệm (大埝乡) - Dẫn Mã (引马乡) | - Phượng Hoàng (凤凰乡) - Phú Xuân (富春乡) - Trịnh Doanh (郑营乡) |